# 社子 (臺南市)
社子，原寫為社仔，是臺灣臺南市官田區的一個傳統地域名稱，位於該區中東部。相較於今日行政區，其範圍大致包括社子里、大崎里西南半部、烏山頭里東南端。
本地區境內主要聚落為社仔、社仔新社、社仔中社、社仔舊社、六雙、大崎，烏山頭水庫及其風景區位於北部邊界地帶。國立臺南藝術大學、嘉南高爾夫球場亦位於本地區境內。

## 歷史
台灣日治初期，社子地區為一街庄，稱為「社仔庄」（舊制街庄），隸屬於善化里東堡。該庄昔日西邊北段及西北邊隔官田溪與官佃庄、中脇庄為界，北邊西側隔官田溪及陸界與烏山頭庄相鄰，北邊東側隔一小段陸界及官田溪與王爺宮庄相鄰，東邊北側一小段隔官田溪與笨潭庄為界，東邊其餘部分與雙溪仔庄為鄰，南邊為頭社庄、三塊厝庄，西邊南至中段為番仔渡頭庄。
1901年（日治明治三十四年）11月11日，全台廢縣廳改設二十廳，該庄隸屬於鹽水港廳。1904年（明治三十七年）4月1日，該庄編入「官佃區」，隸屬於鹽水港廳。1906年（明治三十九年）4月1日，鹽水港廳內管轄區域調整，該庄仍隸屬於「官佃區」。1909年（明治四十二年）10月25日，全台合併二十廳為十二廳，官佃區改隸屬於臺南廳。1913年（大正二年）11月4日，善化里東堡、善化里西堡、新化東里轄區調整，該庄仍隸屬於善化里東堡。1920年（大正九年）10月1日，全台地方制度大改正，廢十二廳改設五州二廳，該庄改制並雅化為「社子」大字，隸屬於臺南州曾文郡官田庄（新制街庄）。
戰後官田庄改制為官田鄉，隸屬於臺南縣，大字亦改制為村。1950年（民國39年）10月25日，雲、嘉、南分治，官田鄉仍隸屬於臺南縣。2010年（民國99年）12月25日，臺南縣、市合併為直轄臺南市，官田鄉改制為官田區，村亦改制為里。

## 聚落
本地區發展較早的聚落為社仔、社仔新社、社仔中社、社仔舊社、六雙，在日治期初期的官方地圖上已有記載。另外，本地區在日治前期尚有大崎聚落。
1930年（昭和五年），烏山頭水庫完工而準備蓄水時，預定淹沒區內的雙溪仔、笨潭、溪仔底、圳溝仔、中崙等聚落的居民被強制遷移至今大崎里的大崎、莿仔埔及大井等聚落，亦有少數居民四散他方。

## 交通
國道3號又稱「福爾摩沙高速公路」，是貫穿臺灣西部的兩條縱向高速公路之一，經過本地區西部邊界地帶，並在南側與省道台84線交會處設有官田系統交流道，最近的一般交流道為北部邊界外不遠處市道171號交會口的烏山頭交流道。由此可快速前往該高速公路沿線各地。
省道台84線又稱「東西向快速公路－北門玉井線」，經過本地區西南端，並在西側與國道3號交會處設有官田系統交流道，最近的一般交流道為西部邊界外不遠處省道台1線交會口的渡頭交流道。由此可快速前往台84線沿線各地，或銜接國道3號、國道1號。
市道171號是北門至烏山頭的道路，經過本地區社仔中社、社仔、大崎等聚落。由該道路西行可前往麻豆區、學甲區、北門區，並止於區道南15線路口；東行（大方向，當地為北行）可前往烏山頭地區，並止於市道165號路口。
區道南119線是中協至頭社的道路，經過本地區社仔中社、社仔舊社、六雙等聚落。

## 學校
- 國立臺南藝術大學

## 信仰

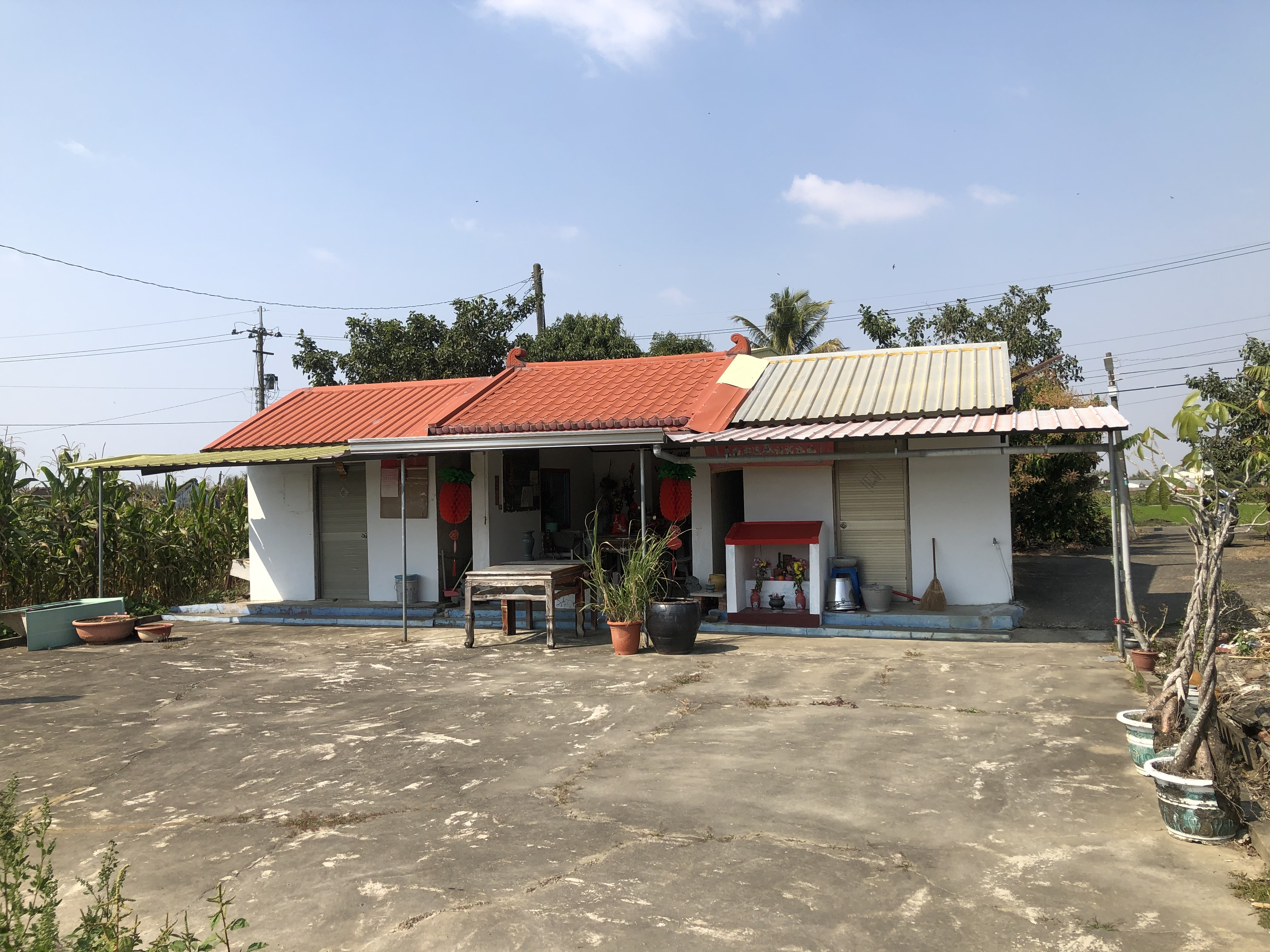
四社聖和廟

- 四社聖和廟

## 水利設施
- 烏山頭水庫

## 景點
- 烏山頭水庫風景區
  - 烏山頭水庫風景區旅客服務中心

## 運動休閒
- 嘉南高爾夫球場